# 모스트 버스
모스트 버스(MOST, Media Oriented Systems Transport)는 자동차 산업을 위한 고속 멀티미디어 네트워크 기술이다. 자동차 내부 또는 외부 응용 분야에 사용할 수 있다. 직렬 MOST 버스는 데이지 체인 토폴로지 또는 링 토폴로지와 동기식 직렬 통신을 사용하여 POF(플라스틱 광섬유)(MOST25, MOST150) 또는 전기 전도체(MOST50, MOST150) 물리 계층을 통해 오디오, 비디오, 음성 및 데이터 신호를 전송한다.
모스트 기술은 아우디, BMW, 제너럴 모터스, 혼다, 현대자동차, 재규어 자동차, 란차, 랜드로버, 메르세데스-벤츠, 포르쉐, 토요타 자동차, 폭스바겐, 사브 오토모빌, 스코다, 세아트, 볼보를 포함한 전 세계 자동차 브랜드에 사용된다.
모스트는 현재 마이크로칩 테크놀로지가 소유한 SMSC(Standard Microsystems Corporation)의 등록 상표이다.